# Tokyo Wars
Tokyo Wars (トーキョーウォーズ?, Tōkyō Uōzu) è uno sparatutto in prima persona 3D per arcade sviluppato e pubblicato dalla Namco nel 1996, che opera attraverso la scheda madre Namco System Super 22. Sebbene si incentra sul combattimento tra carri armati, questo titolo non è in alcun modo relazionato alla nota serie nel tema prodotta dalla software house giapponese, la cui medesima fece uscire tra la prima parte degli anni 80 e gli inizi dei 90, ossia la trilogia composta da Tank Battalion, Battle City e Tank Force.
Il cabinato nel modello deluxe presenta un controllo pneumatico ad interfaccia aptica, il quale simula il rinculo del cannone di un vero carro, garantendo un'esperienza realistica di gioco in più rispetto a quello standard.

## Modalità di gioco

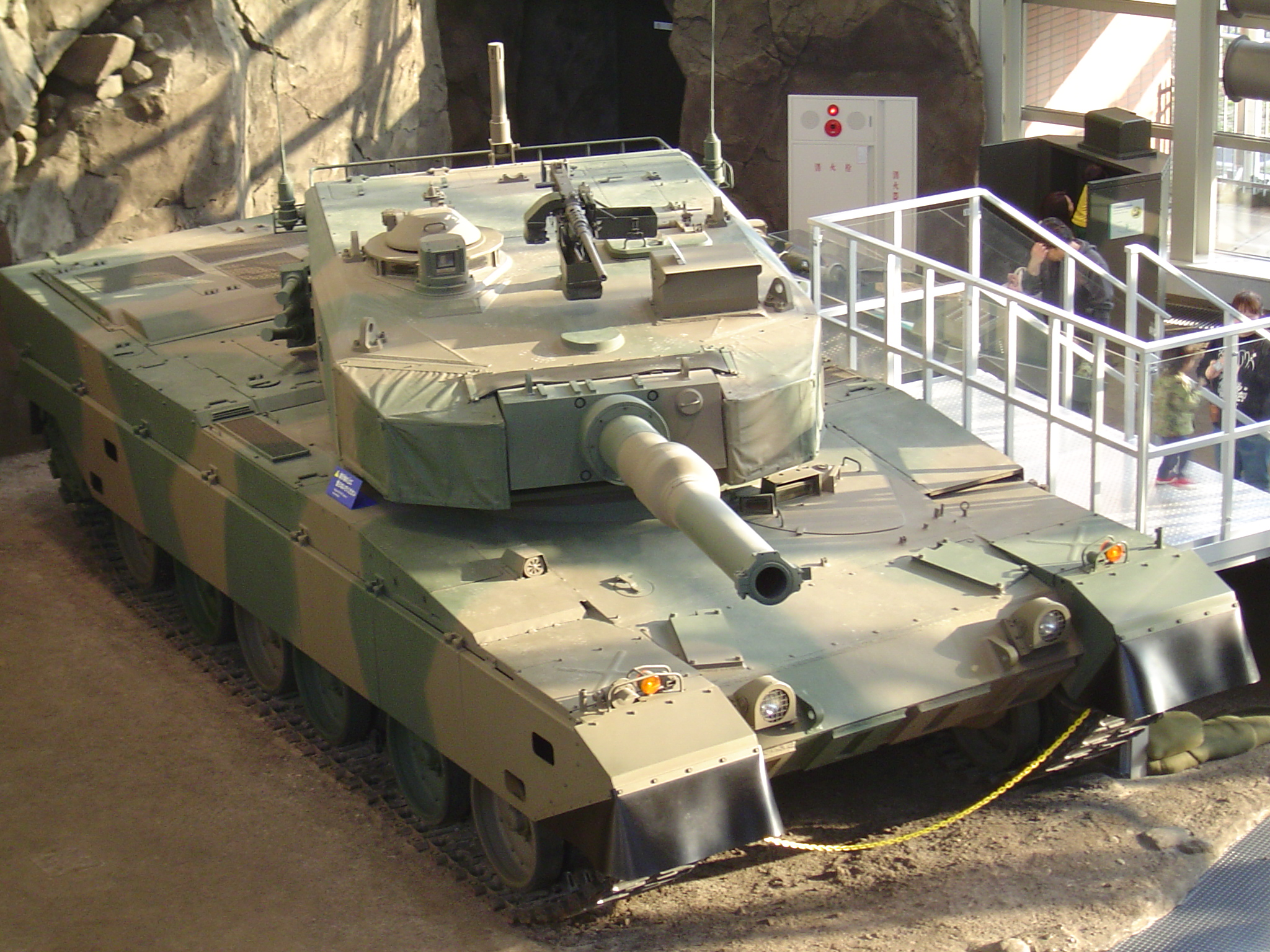
L'MBT modello Type 90, rappresentante la Green Force.

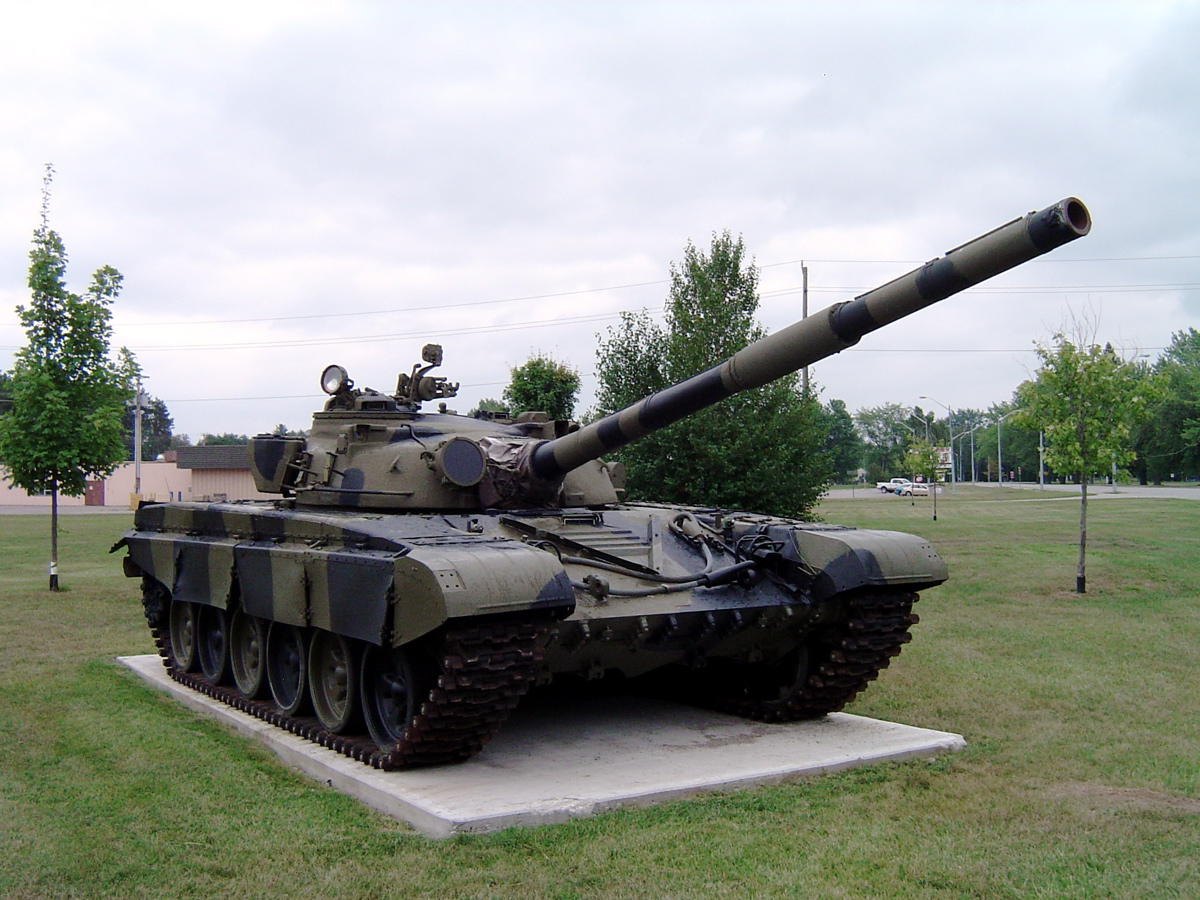
L'MBT modello T-72, rappresentante la White Force.

Tokyo Wars è una battaglia coi carri armati da uno fino a otto giocatori in simultanea (dal momento in cui vengono interconnessi quattro cabinati), sia cooperativa che competitiva, la quale si svolge su un'ampia arena di gioco tridimensionale. Come il nome suggerisce le battaglie sono ambientate e combattute a Tokyo, la capitale del Giappone. I giocatori, in attesa dell'inizio della sfida devono compiere due scelte d'opzione: la prima riguarda lo squadrone che preferiscono (tra "Green Force" e "White Force"), ciascuno formato dai dodici ai venti carri, mentre la seconda una delle due zone della città dove desiderano abbia luogo lo scontro (tra "Downtown" e "Bay Area").
L'unica regola qui è semplicemente andare in guerra contro l'avversario, eliminandogli entro i 15 minuti di partita i carri a sua disposizione che si sparpagliano per il campo. Il radar mostrato sulla parte superiore dell'interfaccia permette di localizzare le posizioni di entrambi gli schieramenti. La barra posta invece su quella inferiore indica lo stato di salute del proprio carro, che si ricarica per ripararne i danni subiti dagli attacchi raccogliendo una cassa medica, ottenibile dopo avere annientato uno dei suoi carri; se essa si esaurisce, il carro è distrutto e il controllo passa automaticamente a un altro. Vince la sfida lo squadrone che ha eliminato tutti i carri, oppure quello che è sopravvissuto al termine dello scontro (una volta scaduti gli ultimi visualizzati 9 secondi) detenendo un numero maggiore di carri finora intatti.

## Accoglienza
| Testata         | Giudizio |
| --------------- | -------- |
| AllGame         | 4,5/5    |
| Next Generation | 4/5      |
| Player One      | 86%      |

Tokyo Wars godette di una discreta notorietà in sala giochi sul finire degli anni 90; Game Machine riferì che in Giappone era il titolo arcade più popolare nel mese di gennaio 1997. In più ottenne la vittoria e il premio come "Miglior prodotto a gettoni arcade e di riscatto" all'edizione 1996 degli IAAPA (International Association of Amusement Parks and Attractions). Next Generation affermò che «è essenzialmente un mondo, una festa dei cannoni al testosterone con carri armati semiveloci (più veloci di quelli reali, ma non così veloci come vorresti che fossero)», elogiando le grandi arene con coperture strategicamente utili e i distruttibili scenari. Ha inoltre notato che era fortemente orientato verso le partite due contro due, al punto che il cabinato viene venduto solo in una configurazione a quattro giocatori, nonostante sia possibile la partita singola.
Nel 2010, Ron Alpert di Gamasutra credeva che Tokyo Wars fosse uno dei titoli Namco nel genere più impressionanti per il suo tempo, sostenendo che «trascinava il genere calci e urla nella nuova generazione con una presentazione molto più avvincente». Lo ha paragonato a Battlezone della Atari per il gameplay e ne ha condiviso l'ammirazione per il suo cabinato. Quattro anni dopo (nel 2014), Chris Jager di Kotaku Australia lo ha classificato tra i migliori videogiochi a tema dei carri armati di tutti i tempi, pensando che esso e giochi simili dessero alle sale un vantaggio rispetto a console del periodo come il Nintendo 64. Ha poi constatato che la grafica è ancora oggi sbalorditiva e ha apprezzato anche il suo stile di controllo, assieme al force feedback.

## Eredità
In seguito al grande successo riscosso da Tokyo Wars, nel corso degli anni sono stati sviluppati due suoi sequel spirituali sempre in 3D e per arcade. Il primo da parte della ex compagnia è Gunmen Wars (ガンメン・ウォーズ?, Ganmen U~ōzu), operativo mediante la scheda Namco System Super 23 GMEN, pubblicato solo in Giappone il 24 novembre 1998. In esso il numero disponibile dei giocatori, così come le formazioni delle squadre (scegliendo tra la blu e la rossa), vengono ridotte della metà. Inoltre, le ambientazioni delle tre arene dove avvengono le battaglie sono di stampo futuristico, ove i giocatori si scontrano tra di loro vestendo i panni di robot bipedi armati di mitragliatrice. Il gameplay rimase pressoché analogo seppur con delle innovazioni apportate, infatti, prima che comincia la sfida, il volto del videogiocatore viene ripreso e fotografato da una mini telecamera chiamata "NamCam" (incorporata sopra il monitor del cabinato), che in partita verrà mostrato come avatar d'identità per uno dei robot che vi si controllano. Nel gioco la vittoria della sfida è data alla squadra con quanti più diamanti finora conservati nella scorta.
Il secondo e ultimo nello stile anime è Tank! Tank! Tank! del 2009, stavolta a opera di Bandai Namco Entertainment, che invece viaggia tramite il Namco System ES1 (basato su Linux). Nel 2012 venne convertito per Wii U e servito anche come videogioco di lancio in Nord America. A differenza sia di Gunmen Wars (da cui eredita la succitata funzione di avatar delle foto scattate degli utenti, qui anche personalizzabili) che dell'originale Tokyo Wars, sono tante le novità introdotte in questo titolo, a partire principalmente dalle sfide, non più da un'unica partita ma suddivise da tre selezionabili modalità. Esse sono "Giant Enemies!" (cooperativa, in cui si combattono per la prima volta dei nemici mostruosi), "Free-For-All" (competitiva, un normale tutti contro tutti), e "Team Up!" (ambedue i ruoli, la classica battaglia tra due squadroni); la versione per la suddetta console Nintendo offre due esclusive modalità, ovvero "My Kong", nella quale semplicemente si affronta e si sconfigge un gigantesco boss, la cui sua faccia può essere raffigurata con il proprio profilo in fotografia grazie al GamePad, e "Story" (l'avventura di gioco). Si segnala inoltre che annientando un carro o un nemico, questo rilascia uno degli otto utili power-up costituiti da armi.
Infine, le meccaniche di Tokyo Wars servirono da ispirazione per la realizzazione di videogiochi prodotti da terze parti (casalinghi e non), quali BattleTanx ed Alien Front.